# Giovanni Leone

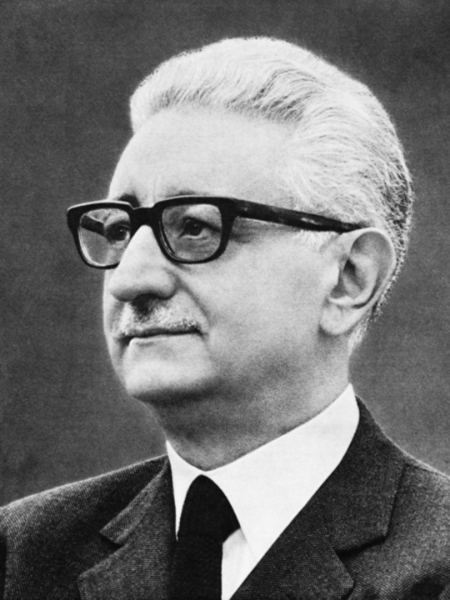
Giovanni Leone (1976)

Giovanni Leone (* 3. November 1908 in Neapel; † 9. November 2001 in Rom) war ein italienischer Politiker der Democrazia Cristiana und von 1971 bis 1978 der sechste Präsident der Italienischen Republik.

## Leben
Leone erwarb 1929 einen Universitätsabschluss der Rechtswissenschaften und 1930 den der Politikwissenschaft. Als junger Jurist trat er der von Benito Mussolini gegründeten Nationalen Faschistischen Partei bei. Im Jahr 1933 wurde Leone zum außerordentlichen Professor für Strafrecht an der Universität von Camerino berufen, zwei Jahre später gewann er dann den Wettbewerb um eine ordentliche Professur für diesen Fachbereich. Er lehrte in Messina, Bari, Neapel und Rom. Leone nahm als Soldat im Zweiten Weltkrieg teil. Er war mit Vittoria Michitto verheiratet und Vater dreier Kinder.
1944 trat er der Democrazia Cristiana bei. Im Referendum über die zukünftige Staatsform Italiens am 2. Juni 1946 erwartete Leone einen Sieg der Monarchie, stattdessen votierte die Mehrheit der Italiener für die Gründung der Republik. Als Mitglied der verfassungsgebenden Versammlung (1946 bis 1948) hatte er aktiven Anteil an der Ausarbeitung der italienischen Verfassung.
Von 1948 bis 1967 saß er in der Abgeordnetenkammer, von 1955 bis 1963 als deren Präsident. Schon im Jahr 1962 wurde er als möglicher Kompromisskandidat für das Staatspräsidentenamt gehandelt, doch am Ende konnte Antonio Segni als offizieller Kandidat der Democrazia Cristiana sich durchsetzen.
Leone war zweimal für kurze Zeit Ministerpräsident Italiens, von Juni bis November 1963 und von Juni bis November 1968. Im Dezember 1964 wählte die Democrazia Cristiana Leone als ihren Kandidaten für das Staatspräsidentenamt aus. Allerdings scheiterte Leone, der nicht über die einstimmige Unterstützung seiner Partei verfügte, an Giuseppe Saragat. Am 27. August 1967 wurde er für seine gesellschaftlichen und wissenschaftlichen Verdienste für das Wohl Italiens von Staatspräsident Saragat zum Senator auf Lebenszeit ernannt. Am 24. Dezember 1971 wurde er mit 518 von 1.008 Stimmen (51,4 %) zum Staatspräsidenten gewählt und bekleidete das Amt bis Juni 1978. Seine Wahl zog sich über 15 Tage und 23 Wahlgänge hin, bisher die längste Italiens. Die entscheidenden Stimmen für seine Wahl kamen schließlich vom neofaschistischen Movimento Sociale Italiano.
Leone unternahm als Staatspräsident Auslandsreisen in die Schweiz, nach Frankreich, in die Benelux-Staaten, nach Österreich, in die USA, in den Iran, nach Ägypten, Saudi-Arabien und in den Oman, in die Sowjetunion sowie nach Malta. Dazu kamen Besuche beim Papst im Vatikan sowie beim Völkerrechtssubjekt Souveräner Malteserorden in Rom.
Sieben Monate vor dem offiziellen Ende seiner auf sieben Jahre angelegten Amtszeit trat Leone vorzeitig vom Amt des Staatspräsidenten zurück. Der Grund war seine Verwicklung in die italienische Variante des Lockheed-Skandals, bei dem er als Schlüsselfigur galt. Dabei hatten von 1972 an italienische Politiker den Ankauf von Transportflugzeugen des Typs C-130 der Firma Lockheed durch Italien befürwortet und dafür Milliarden Lire Bestechungsgelder erhalten. Leone galt als Schlüsselfigur unter dem Decknamen Antelope Cobbler. Die Kommunistische Partei Italiens verlangte, dass Leone zurücktreten solle, die Democrazia Cristiana verweigerte dem Präsidenten jene Unterstützung, die dieser zunächst als deren Mitglied erwartet hatte. Später wurde die Journalistin Camilla Cederna, die eine Schlüsselrolle in der Pressekampagne gegen Leone gespielt hatte, wegen Verleumdung verurteilt.
Leone übte nach seinem Rücktritt und bis zu seinem Tod weiter die Funktion eines Senators auf Lebenszeit aus. 1994 unterstützte er bei der Vertrauensabstimmung im Senat die Regierung von Silvio Berlusconi. 1996 sprach er sich hingegen für die Regierung von Romano Prodi aus. Wieder zwei Jahre später votierte er gegen die erste Regierung von Massimo D’Alema. Anlässlich seines 90. Geburtstags wurde sein Ruf wiederhergestellt: einige seiner früheren Ankläger, einschließlich Marco Pannella und Emma Bonino, entschuldigten sich öffentlich bei dem ehemaligen Staatspräsidenten.